# Portrait Droeshout
 (mai 2023).
Si vous disposez d'ouvrages ou d'articles de référence ou si vous connaissez des sites web de qualité traitant du thème abordé ici, merci de compléter l'article en donnant les références utiles à sa vérifiabilité et en les liant à la section « Notes et références ».
Le Portrait Droeshout est une gravure de Martin Droeshout de 1622. C'est l'un des seuls portraits attestés comme étant ceux du dramaturge anglais William Shakespeare, et le plus célèbre.

## Contexte historique

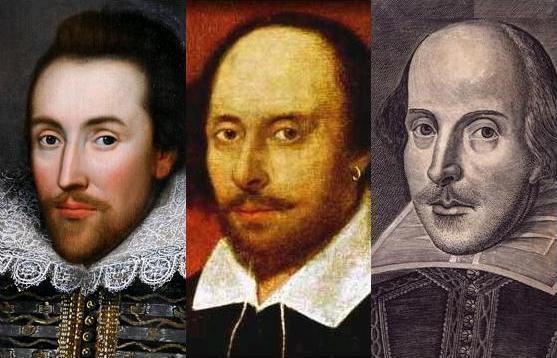
Les portraits Cobbe (1610), Chandos (début du XVIIe siècle) et Droeshout (1622) : trois des plus notables des portraits présumés de William Shakespeare.

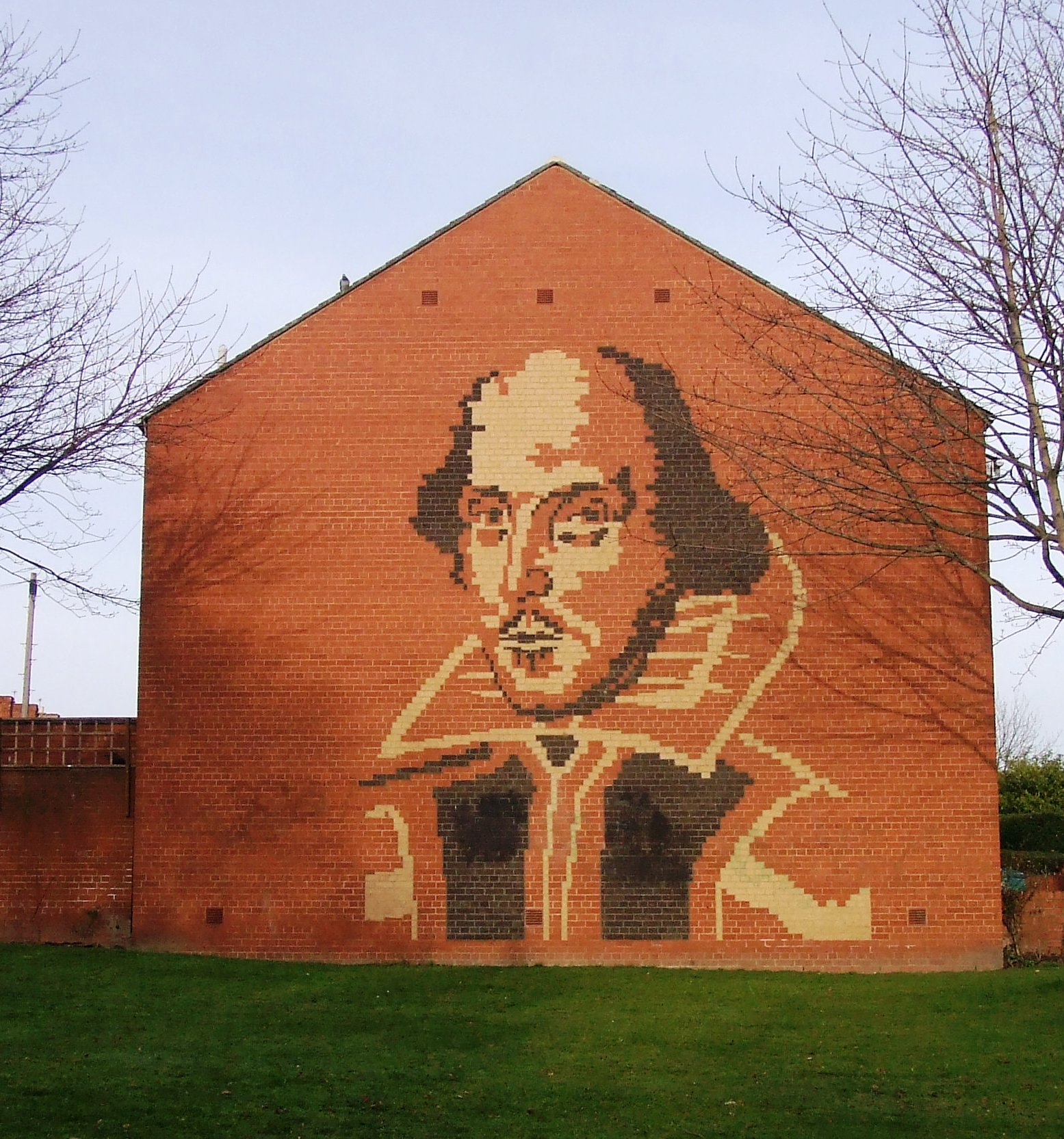
Version stylisée du portrait Droeshout sur le briquetage d'une maison de Stratford Road, dans le quartier Heaton, à Newcastle upon Tyne.

Le Droeshout portrait est une gravure de Martin Droeshout qui servit de frontispice au Premier Folio, recueil d'œuvres de Shakespeare imprimé en 1622 et publié en 1623. Le poème d'introduction de Ben Jonson qui se trouve dans ce recueil laisse entendre une très grande ressemblance du portrait.

## Description
À ne pas confondre avec le portrait Marshall, une estampe du dramaturge créée par William Marshall, qui est une version adaptée et inversée du Droeshout.